# Кабацький Олександр Олексійович
Олекса́ндр Олексі́йович Кабацький (23 жовтня 1948 , Київ ) — український архітектор.

## Біографія
Народився 23 жовтня 1948 року в Києві. 1972 року закінчив Київський художній інститут.
Серед спроектованих споруд — готель «Градецький» у Чернігові — 1980 року, у співавторстві з Штольком, Грачовою, Ральченком, Слободою, Любенком. За цю будову удостоєний Державної премії УРСР ім. Т. Г. Шевченка 1984 року.
Член національної спілки архітекторів України.

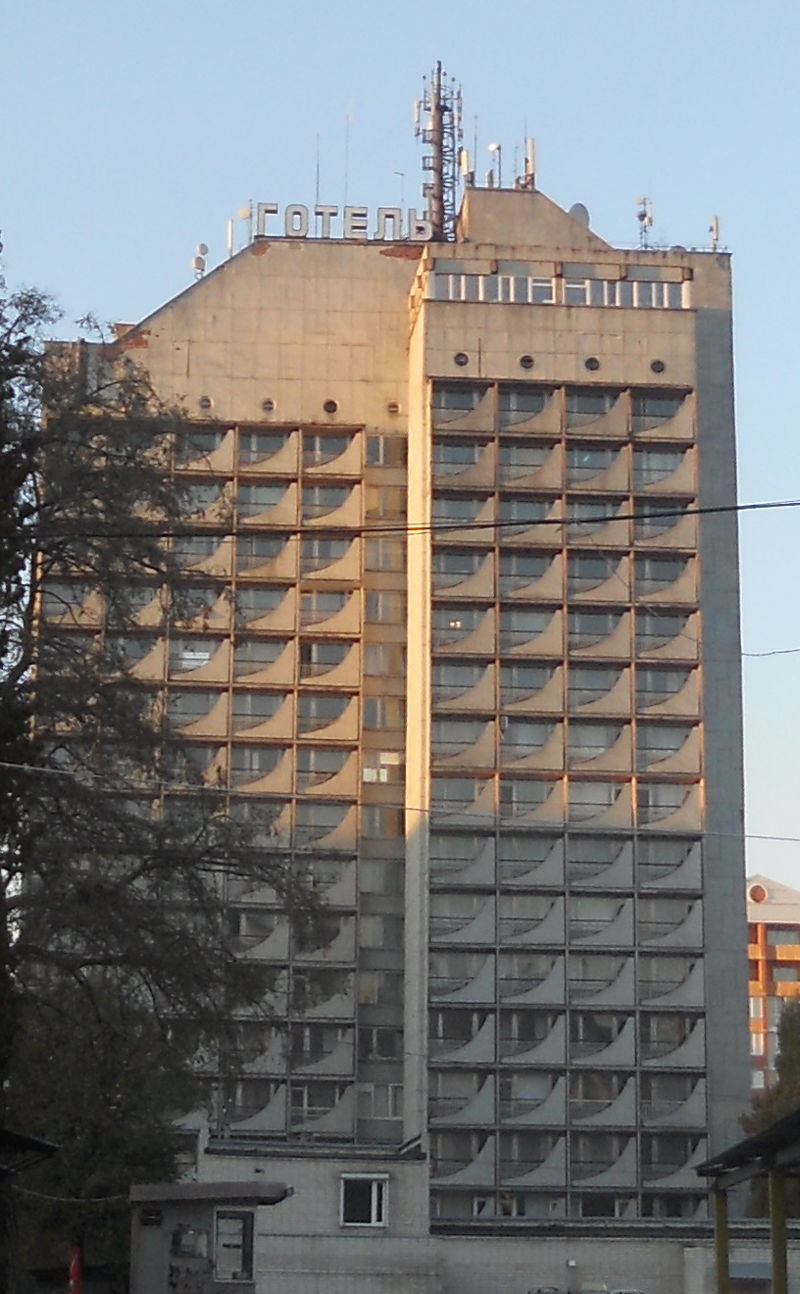
готель «Градецький»